# Aspark
Aspark Co., Ltd. ― японська компанія, що спеціалізується на диспетчеризації технічних, хімічних та медичних працівників, а також на електромобілях. 
Вона добре відома завдяки розробці повністю електричного суперкара Aspark Owl.

## Історія
Компанія Aspark була заснована в жовтні 2005 року японським бізнесменом Масанорі Йошида в Осаці. У наступні роки компанія зосередилася на наданні інжинірингових послуг для автомобільної промисловості, а також важкої промисловості та електроніки.
До травня 2019 року Aspark виросла до 25 офісів по всьому світу, в яких працює 3500 осіб, а її оборот становить 160 мільйонів доларів США.
У середині другого десятиліття 21 століття Aspark розпочала роботу над електричним суперкаром, який мав запропонувати рекордні показники (менше 2 секунд до 100 км/год) з можливістю руху в потоці машин. Після презентації передсерійного прототипу на Франкфуртському автосалоні 2017 року, офіційна прем'єра серійного Aspark Owl відбулася в листопаді 2019 року під час Дубайського міжнародного автосалону.
Виробництво Owl від імені Aspark італійським партнером Manifattura Automobili Torino розпочалося в Турині у 2020 році. Виробник описує Owl як автомобіль, що найшвидше розганяється у світі.

## Автомобілі

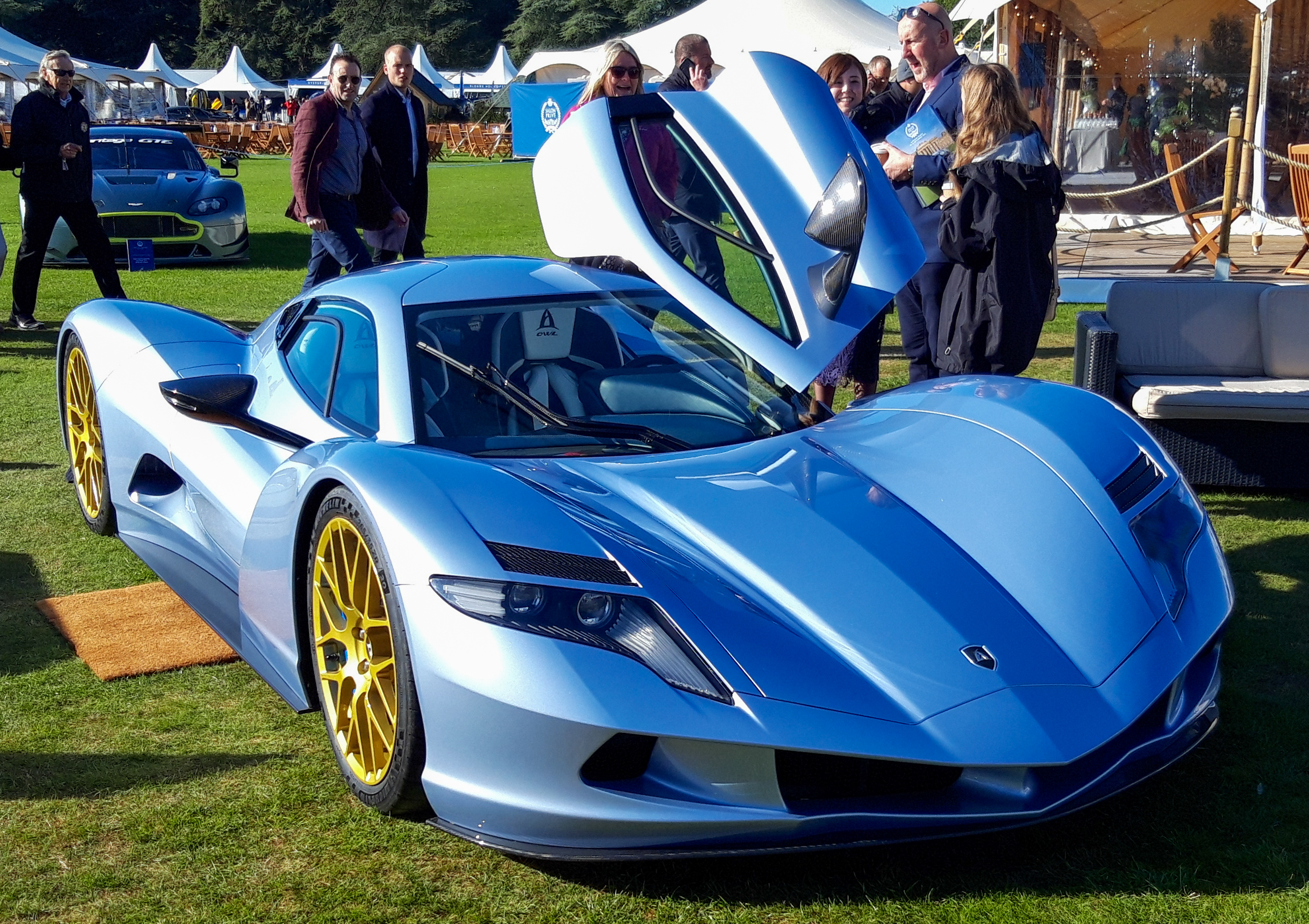
Aspark Owl  - Aspark Owl